# Wierzbiany
Wierzbiany (ukr. Вербляни) – wieś na Ukrainie w obwodzie lwowskim, w rejonie jaworowskim. Miejscowość leży na Płaskowyżu Tarnogrodzkim. Wierzbiany liczą 615 mieszkańców.

## Historia
1920–1934 Wierzbiany stanowiły gminę jednostkową w powiecie jaworowskim w woj. lwowskim. 1 sierpnia 1934 roku w związku z reformą scaleniową Wierzbiany weszły w skład nowo utworzonej zbiorowej gminy Wierzbiany w powiecie jaworowskim. Po wojnie znalazły się w ZSRR.